# Megalith Records
Megalith Records ist ein Ska-Label mit Sitz in Norman, Oklahoma, USA.

## Geschichte
Megalith Records wurde 2002 von Robert „Bucket“ Hingley von The Toasters gegründet, unter anderem um eine zuverlässige internationale Vermarktung für die eigenen Alben zu haben. Als erste Veröffentlichung erschien ein Sampler („Still Standing“, MEGA 001), das erste Album wurde ein Re-Release des Toasters-Klassikers „Skaboom!“ von 1987 (MEGA 002). Die Bandbreite an Bands wurde in den folgenden Jahren kontinuierlich ausgebaut, musikalisch blieb man den verschiedenen Spielarten des Ska treu. Für die weltweite Präsenz gibt es Kooperationen mit verschiedenen anderen Labels, wie beispielsweise Leech Redda (Schweiz), Skanky’Lil Records (Belgien) oder Moon Ska World (UK); für den Deutschland-Vertrieb arbeitet Megalith mit Broken Silence zusammen.

## Bands (Auswahl)
- The Toasters
- New York Ska-Jazz Ensemble
- The BiG
- Kingston Kitchen
- Desorden Público
- Eastern Standard Time
- Rotterdam Ska-Jazz Foundation